# Christopher Fulford
Christopher Fulford (Londres, 1955) es un actor británico, reconocido por sus múltiples papeles de reparto en series de televisión de su país. Ha participado además en largometrajes como Mountains of the Moon, D-Tox, Stonehearst Asylum y Scoop.

## Filmografía

### Cine y televisión
- The Ploughman's Lunch (1983)
- Wetherby (1985)
- A Prayer for the Dying (1987)
- Jack the Ripper (1988)
- Body Contact (1987)
- Resurrected (1989)
- Mountains of the Moon (1990)
- Lovejoy (1991)
- Immortal Beloved (1994)
- Bedrooms and Hallways (1998)
- The Last Train (1999)
- One of the Hollywood Ten (2000)
- Hotel (2001)
- D-Tox (2002)
- The Aryan Couple (2004)
- Pierrepoint (2005)
- Joyeux Noël (2005)
- Scoop (2006)
- You Will Meet a Tall Dark Stranger (2010)
- Pelican Blood (2010)
- Bel Ami (2012)
- Tower Block (2012)
- Stonehearst Asylum (2014)
- Queen of the Desert (2015)